# Василевский, Иван Адамович
Иван Адамович Василевский (род. 1 февраля 1944) — российский политический деятель, депутат Государственной Думы ФС РФ второго созыва (1995—1999).

## Биография
Родился 1 февраля 1944 года.
Закончил Оренбургское зенитно-артиллерийское училище им. Г. К. Орджоникидзе.
Также окончил Академию противовоздушной обороны Сухопутных войск им. А. М. Василевского (г. Киев), Харьковский инженерно-экономический институт;   подполковник запаса.
На 1995 год работал рыболовецкой агрофирме «Ейская», занимал должность заместителя директора, проживал в г. Ейске Краснодарского края.
Был председателем Ейского городского Совета депутатов.

### Депутат государственной думы
В 1995 году баллотировался в депутаты Государственной думы, вошёл в общефедеральный список ЛДПР, номер 4 по Краснодарскому краю. Избран не был.
Возглавлял Краснодарское краевое отделение ЛДПР. Впоследствии получил повышение, возглавлял Центральный аппарат ЛДПР.
25 сентября 1998 года получил мандат ставшего министром Сергей Калашникова, вошёл в комитет ГД по информационной политике и связи.
Вошёл в общефедеральный список ЛДПР на выборах в Государственную думу 3 созыва (Южный регион, номер 1 по региональной группе).
Список был аннулирован ЦИКом, в спешно созданном «Блоке Жириновского» получил 5 номер по Южному региону списка кандидатов. Избран не был.
Сын —  политик, член ЛДПР.